# Condylostylus patellitarsis
Condylostylus patellitarsis är en tvåvingeart som beskrevs av Becker 1922. Condylostylus patellitarsis ingår i släktet Condylostylus och familjen styltflugor. Inga underarter finns listade i Catalogue of Life.